# Кошаровский сельский совет (Конотопский район)
Кошаровский сельский совет (укр. Кошарівська сільська рада) — входит в состав
Конотопского района
Сумской области
Украины.
Административный центр сельского совета находится в 
с. Кошары
.

## Населённые пункты совета
- с. Кошары
- с. Андреевское
- с. Нечаевское